# Gardenia actinocarpa
Gardenia actinocarpa là một loài thực vật có hoa trong họ Thiến thảo. Loài này được Puttock mô tả khoa học đầu tiên năm 1988.